# تاریخ سوریه
نام قدیم سوریه (به یونانی Συρία) به احتمال زیاد از نام امپراتوری «نو آشوری» مشتق شده باشد که در قرن ۱۰ پ. م در این سرزمین تأسیس شد. کشور امروزی سوریه، پس از اشغال به دست فرانسوی‌ها (۱۹۱۷–۱۹۲۰) و قیمومت فرانسوی‌ها (۱۹۲۰–۱۹۴۶) در سال ۱۹۴۶ مستقل شد. در سال ۱۹۵۸ جمهوری سوریه بخشی از جمهوری متحد عربی شد، اما در سال ۱۹۶۱ از این فدراسیون کناره‌گیری کرد. از سال ۱۹۶۳ تا به امروز جمهوری عربی سوریه، به دست حزب بعث سوریه و از سال ۱۹۷۰ به دست خانواده اسد اداره می‌شود.
تاریخ سوریه به شرح زیر به دوره‌هایی قابل تقسیم است:
- دوران پیش از تاریخ
- دوران باستان شرق نزدیک: تمدن ابلا، تمدن میتانی، امپراتوری آشوری نو، سرزمین‌های سریانی هیتی.
- دوران باستان کلاسیک: امپراتوری بابل نو، سوریه هخامنشی، سوریه هلنی، سوریه رومی، سوریه اشکانی، سوریه ساسانی.
- دوران اسلامی: تسخیر به دست فتح شام بدست مسلمانان، خلافت اموی، خلافت فاطمی، دوران سلجوقی، کنت‌نشین ادسا، شاهزاده‌نشین انطاکیه، حملات مغول‌ها، ایلخانان، سلطنت ممالیک (قاهره).
- اوایل دوره مدرن: سوریه عثمانی
- تاریخ مدرن سوریه: قیمومت فرانسه، جمهوری سوریه (۱۹۳۰–۱۹۶۳)، جمهوری عربی سوریه، جنگ داخلی سوریه.[۱]

## پیش از تاریخ
قدیمی‌ترین یافته‌های تاریخ سوریه مربوطه دوران پارینه سنگی و پیشاتاریخ (۸۰۰٬۰۰۰ پیش از میلاد) است. در ۲۳ آگوست سال ۱۹۹۳ یک تیم باستان‌شناسی متشکل از متخصصان اهل ژاپن و سوریه فسیل انسانی را مربوط به دوران پارینه سنگی در غار ددریه در ۴۰۰ کیلومتری شمال دمشق پیدا کردند. استخوان‌های پیدا شده در این غار متعلق به یک بچه نئاندرتال بوده‌است که تخمین زده می‌شود حدود دو ساله بوده و در دوران پارینه سنگی میانی (۲۰۰٬۰۰۰ تا ۴۰٬۰۰۰ سال پیش از میلاد) زندگی می‌کرده‌است. تاکنون استخوان‌های بسیاری ازنئاندرتال‌ها کشف شده‌است ولی این عملاً برای اولین بار بود که اسکلت تقریباً کامل یک کودک در حالت دفن شده پیدا شد.
باستان شناسان نشان داده‌اند که تمدن سوریه یکی از کهن‌ترین تمدن‌های روی زمین بوده‌است. سوریه بخشی از هلال حاصلخیز است و از ۱۰٬۰۰۰ سال پیش از میلاد یکی از مراکز تمدن نوسنگی بوده، که از کشاورزی و دامداری را برای اولین بار استفاده کرده‌اند. ویژگی اصلی دوره نوسنگی خانه‌های مستطیل شکل مربوط به تمدن موریبت است. در اوایل دوره نوسنگی مردم از سنگ، گچ و آهک سوخته ظرف می‌ساخته‌اند. یافته‌هایی از جنس ابزار ابسیدین از آناتولی نشان می‌دهد، که روابط تجاری با هم داشته‌اند. شهرهای تل حموکار و تل عمار در اواخر دوران نوسنگی و عصر برنز رونق گرفت.

## دوران باستان شرق نزدیک
خرابه‌های ابلا یا تل مردیخ، در نزدیکی ادلب در شمال سوریه در سال ۱۹۷۵ مورد کاوش‌های باستان‌شناسی قرار گرفت و به نظر می‌رسد، که این شهر در حدود ۳۰۰۰ سال پیش از میلاد تأسیس شده و مردم آن، به زبان سامی شرقی صحبت می‌کردند. امپراتوری ابلایی در دوران اوج خود، از حدود ۲۴۰۰ تا ۲۵۰۰ پیش از میلاد، از شمال به آناتولی، از شرق به بین‌النهرین و از جنوب به دمشق می‌رسیده‌است و با دولت‌های سومر در بین‌النهرین، اکد و آشور و نیز مردم شمال غرب داد و ستد می‌کرده‌است. هدایایی که از فراعنه در حفاری‌ها پیدا شده‌است، نشان می‌دهد این تمدن با مصر باستان در ارتباط بوده‌است. محققان بر این باورند که زبان مردم ابلا، زبان سامی شرقی اکدی بین‌النهرینی بوده‌است که از قدیمی‌ترین زبان‌های نوشته شده در جهان است.
از هزاره سوم پیش از میلاد سوریه محل اشغال و مبارزه متوالی سومری‌ها، ابلایی‌ها، آکادی‌ها، آشوری‌ها، مصری‌ها، هیتی‌ها، هوری‌ها، میتانی‌ها، عموری‌ها و بابلی‌ها بوده‌است.
ابلا احتمالاً (در ۲۳۳۵–۲۱۵۴ پیش از میلاد) توسط سارگون بزرگ صاحب امپراتوری بین‌النهرینی اکد، در ۲۳۳۰ سال پیش از میلاد فتح شد. چند قرن بعد این منطقه دوباره به عنوان بخشی از سرزمین عموری‌ها که به زبان‌های سامی شمال‌غربی صحبت می‌کردند، تجدید حیات کرد تا این که در اوایل هزاره دوم پیش از میلاد هیتی‌های هندواروپایی آن را فتح کردند. سومری‌ها، آکادی‌ها و آشوری‌های بین‌النهرین از اوایل قرن ۲۴ پیش از میلاد این منطقه را مارتو یا سرزمین عمورو (عموری‌ها) می‌نامیدند.
بین سده‌های ۲۲ تا ۱۸ پیش از میلاد بخش‌هایی از سوریه، تحت کنترل امپراتوری‌های سومری نو، آشوری کهن و بابلی بوده‌است.
بین سده‌های ۱۵ و ۱۳ پیش از میلاد امپراتوری‌های رقیب هیتی، مصری، آشوری و میتانی بر سر این منطقه مبارزه می‌کردند، تا این که امپراتوری آشور میانه (۱۳۶۵–۱۰۵۰ پیش از میلاد) در نهایت کنترل سوریه را به دست گرفت.
هنگامی که امپراتوری آشوری در اواخر سده ۱۱ پیش از میلاد رو به زوال گذاشت، کنعانی‌ها و فنیقی‌ها سواحل سوریه را اشغال کردند. در چارچوب ناآرامی‌های اواخر عصر برنز و هجوم آشوبگران دریانورد، آرامی‌ها و سوتانی‌ها در داخل کشور جای عموری‌ها را گرفتند. در این مدت بخش عمده سوریه به نام آثورا (ابرنهرا، فرارود، ابرناری) و آرامیه (ارم؟) شناخته شد.
از سده دهم پیش از میلاد امپراتوری آشوری نو (۹۳۵–۶۰۵ قبل از میلاد) به وجود آمد و سوریه تا اواخر ۷ قرن قبل از میلاد به مدت سه سده به دست آشوریان اداره شد، که نام آن هنوز آثورا و آرامیه بود. از این دوره به بعد برای اولین بار نام سوریه پدیدار شد، البته این نام بر سوریه امروزی گفته نمی‌شد بلکه بر بخش هندواروپایی امپراتوری آشور، یعنی شمال عراق امروزی، شمال شرق سوریه، جنوب شرق ترکیه و حاشیه شمال غربی ایران گفته می‌شد.
بعد از سقوط این امپراتوری آشور، بین‌النهرین برای مدت کوتاهی تحت امر امپراتوری بابل نو (۶۱۲–۵۳۹ قبل از میلاد) قرار گرفت و شاید ۷۰ سال به حکومت خود ادامه داد.

## دوران باستان کلاسیک

### هخامنشی‌ها و سلوکی‌ها

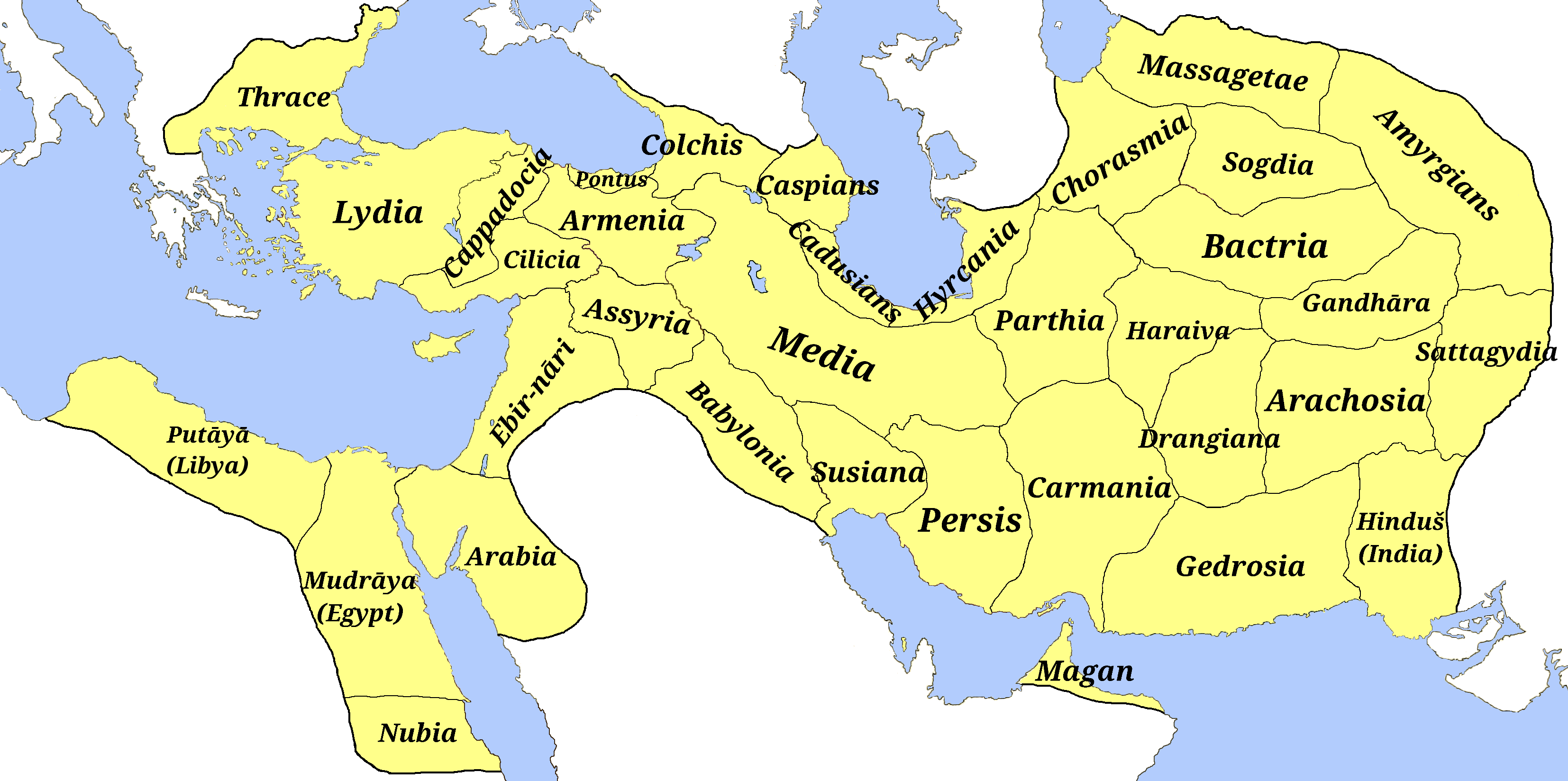
آشوریه هخامنشی یکی از ساتراپی‌های هخامنشیان

در سال ۵۳۹ قبل از میلاد، هخامنشی‌ها سوریه را به امپراتوری خود ضمیمه کردند، تا این که اسکندر مقدونی در ۳۳۳–۳۳۲ قبل از میلاد، آن را تصرف کرد. پس از مرگ اسکندر و در نتیجهٔ جنگ‌های دیادوخوی، سوریه بخشی از امپراتوری سلوکی شد. پایتخت این امپراتوری، (در ۳۱۲ قبل از میلاد تأسیس شد) شهر انطاکیه بود، که آن زمان بخشی از سرزمین سوریه محسوب می‌شد، ولی امروزه در کشور ترکیه قرار دارد.
در سال ۵۳۹ پیش از میلاد، کوروش بزرگ، پادشاه هخامنشیان، سوریه را به عنوان بخشی از امپراتوری خود تصرف کرد. به دلیل موقعیت سوریه در ساحل شرقی مدیترانه، ناوگان دریایی آن و جنگل‌های فراوان، ایرانیان علاقه زیادی به اعمال کنترل آسان‌تر در حین حکومت بر این منطقه نشان دادند. بنابراین، فنیقی‌های بومی تنها سالانه ۳۵۰ تالان به عنوان خراج پرداخت می‌کردند، در مقایسه با خراج ۷۰۰ تالانی مصر. علاوه بر این، به سوری‌ها اجازه داده شد که شهرهای خود را اداره کنند، به طوری که آن‌ها توانستند به انجام آیین‌های مذهبی بومی خود ادامه دهند، کسب‌وکارهای خود را تأسیس کنند و مستعمراتی در سرتاسر ساحل مدیترانه ایجاد کنند. ساتراپ‌های سوریه معمولاً در دمشق، صیدا یا طرابلس اقامت داشتند.
در سال ۵۲۵ پیش از میلاد، کمبوجیه دوم پس از نبرد پلوزیوم موفق به فتح مصر شد. پس از آن، او تصمیم گرفت یک لشکرکشی به سوی واحه سیوا و کارتاژ ترتیب دهد، اما تلاش‌های او بی‌ثمر بود، زیرا فنیقی‌ها از همکاری با او برای حمله به همنژادان خود خودداری کردند.
بعدها، فنیقی‌ها نقش مهمی در حمله خشایارشا به یونان ایفا کردند. شهر ارواد با ناوگان خود به این لشکرکشی کمک کرد، در حالی که نیروهای زمینی در ساخت پلی برای عبور ارتش خشایارشا از تنگه بسفر به سرزمین اصلی یونان مشارکت داشتند.
در دوران حکومت اردشیر سوم (۳۵۸-۳۳۸ پیش از میلاد)، صیدا، مصری‌ها و یازده شهر دیگر فنیقی شروع به شورش علیه حاکمان ایرانی کردند. این شورش‌ها به شدت سرکوب شدند، به طوری که صیدا به همراه شهروندانش سوزانده شد.
سلطنت ایرانیان با فتوحات اسکندر مقدونی، پادشاه یونانی، در سال‌های ۳۳۳ تا ۳۳۲ پیش از میلاد به پایان رسید. این اتفاق پس از نبرد ایسوس رخ داد که در جنوب شهر باستانی ایسوس، نزدیک به شهر امروزی اسکندرون در ترکیه، اتفاق افتاد. پس از این نبرد، سوریه به امپراتوری سلوکیان ملحق شد. این امپراتوری توسط سلوکوس، یکی از سرداران اسکندر، تأسیس شد و او و جانشینانش عنوان «پادشاه سوریه» را به کار بردند.
پایتخت این امپراتوری (که در سال ۳۱۲ پیش از میلاد تأسیس شد) در انطاکیه قرار داشت. انطاکیه در آن زمان بخشی از سوریه تاریخی بود، اما امروزه در داخل مرزهای ترکیه قرار دارد. امپراتوری سلوکیان یکی از مهم‌ترین دولت‌های جانشین اسکندر بود و نقش مهمی در تاریخ خاورمیانه و گسترش فرهنگ هلنیستی ایفا کرد.

### امپراتوری روم

سوریه استان روم، یکی از استان‌های امپراتوری روم در همسایگی ساسانیان

پومپه، سردار رومی، انطاکیه را در سال ۶۴ قبل از میلاد تسخیر کرد و آن را به امپراتوری روم اضافه نمود.
انطاکیه بعد از شهرهای رم و اسکندریه سومین شهر بزرگ امپراتوری روم بود. انطاکیه با جمعیتی که در اوج خود به حدود ۵۰۰/۰۰۰ نفر می‌رسید، یکی از مراکز عمده تجارت و صنعت در جهان باستان بود و کثرت جمعیت این شهر که به زبان آرامی صحبت می‌کردند، پس از این دوران تا قرن ۱۹میلادی، دوباره به این تعداد نرسید تا این که در قرن نوزدهم پس از دو هزاره دوباره جمعیت آن به بیش از نیم میلیون نفر رسید. سوریه به خاطر جمعیت بزرگ و مرفه‌ای که داشت به ویژه در قرن‌های ۲ و ۳ میلادی یکی از مهم‌ترین شهرهای امپراتوری روم بود.
سوریه در تاریخ مسیحیت اهمیت بسیاری دارد چون پولس رسول، در راه دمشق دین خود را به مسیحیت تغییر داد. وی پس از آن به چهره اصلی کلیسای مسیحی در انطاکیه تبدیل شد و از آن‌جا بود که سفرهای تبلیغی خود را انجام داد.
امپراتور روم هلیوگابال (۲۱۸–۲۲۲ میلادی) نیمه آرامی بود و خانواده‌اش از صنف روحانی‌های ارشد خدای خورشید الجبل، (ال گابال) در اِمِسا، (حمص امروزی) در سوریه به صورت موروثی مشارکت می‌کرد. امپراتور بعدی الکساندر سوروس (۲۲۲–۲۳۵ میلادی) نیز اهل سوریه بود. امپراتور رومی دیگری که اهل سوریه بود، فیلیپ عرب (مارکوس ژولیوس فیلیپوس) بود که از سال ۲۴۴ تا ۲۴۹ میلادی، امپراتور روم بود.
امپراتور دیگری که اصالتاً سوری بود، فیلیپ عرب نام داشت. او که در شهبا (در سوریه امروزی) متولد شده بود، از سال ۲۴۴ تا ۲۴۹ میلادی حکومت کرد. دوران حکومت او از ثبات نسبی برخوردار بود. او روابط خوبی با سنا حفظ کرد، ارزش‌ها و سنت‌های قدیمی رومی را تأیید کرد و پروژه‌های ساختمانی زیادی را آغاز کرد که معروف‌ترین آن‌ها در زادگاهش، شهبا، بود. او این شهر را به افتخار خودش فیلیپوپولیس نامید و آن را به وضعیت شهری ارتقا داد. با این حال، ایجاد یک شهر جدید همراه با پرداخت خراج سنگین به ایرانیان، او را مجبور کرد مالیات‌ها را به میزان قابل توجهی افزایش دهد و پرداخت یارانه به قبایل شمال دانوب را متوقف کند. این یارانه‌ها برای حفظ صلح با آن قبایل ضروری بود. با این وجود، حکومت او مدت کوتاهی پس از آن که دکیوس throne را غصب کرد، به پایان رسید. دکیوس فیلیپ را کشت و به عنوان امپراتور جدید قدرت را به دست گرفت.
در طول جنگ‌های روم و ساسانیان در قرن سوم میلادی، رومیان که در مراحل اولیه بحران قرن سوم با مشکلات زیادی دست و پنجه نرم می‌کردند، به اودناتوس، پادشاه شهر-دولت پالمیرا در سوریه، متکی شدند تا شرق روم را از حمله ایرانیان محافظت کند و قلمروهای از دست‌رفته روم را بازپس گیرد. اودناتوس با ارتش پالمیرا به سمت شمال حرکت کرد و ارمنستان، شمال سوریه و بخش‌هایی از آسیای صغیر را از ایرانیان بازپس گرفت. او حتی تا پایتخت ساسانیان، تیسفون، پیشروی کرد و با تضعیف ایرانیان، شرق روم را ایمن ساخت. با این حال، او توسط برادرزاده‌اش، مائونیوس، به قتل رسید.

### امپراتوری پالمیرا

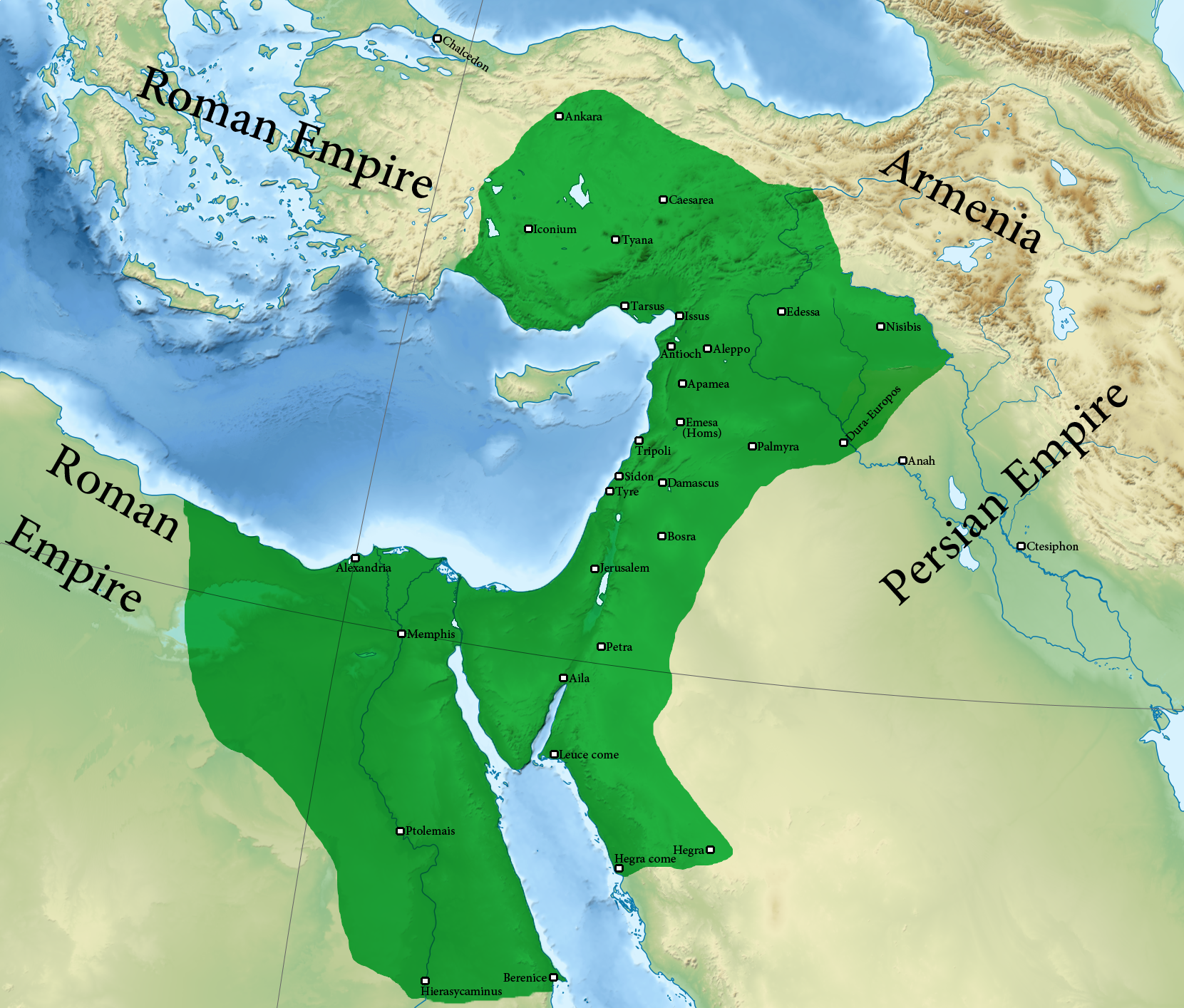
پالمیرا میان قاره آسیا و آفریقا

پالمیرا خود یک دولت آرامی بومی ثروتمند و قدرتمند به وجود آورد که در سده‌های ۲ و ۳ میلادی مرکز امپراتوری پالمیرا شد که و رقابت کوتاه مدتی با روم داشت.

### بیرانس
با سقوط امپراتوری روم غربی، سوریه در ۳۹۵ میلادی بخشی از امپراتوری روم شرقی شد.

## پس از اسلام

### محمد و فتوحات اسلامی
محمد پیامبر اسلام، در مدت حیات خود دو بار مرزهای امپراتوری روم در سرزمین شام را مورد تهاجم نیروهای نظامی خود قرار داد. او در واپسین روزهای زندگی خود (سال یازدهم ه‍.ق)، سپاهی به فرماندهی اسامه بن زید و تمامی بزرگان صحابه برای هجوم به سرزمین شام تدارک دیده و اعزام ساخت؛ اما در همان روزها فوت نمود. بعدها خلیفه اول ابوبکر، اعزام آن سپاه را دنبال کرد.
طی سال‌های ۶۳۴–۶۴۰ میلادی، سوریه به اشغال سپاه مسلمانان، که خالد بن ولید آن را رهبری می‌کرد درآمد و این منطقه را به بخشی از سرزمین اسلامی تبدیل کرد.

### خلافت اموی، عباسی و پس از آن‌ها
در اواسط قرن ۷ میلادی، خلافت اموی، که آن زمان حاکم بر امپراتوری اسلام بودند، پایتخت خلافت خود را در شهر دمشق قرار دادند. در این زمان سوریه بزرگ، شامل چهار ناحیه دمشق، حمص، فلسطین و اردن می‌شد. سرزمین‌های اسلامی به سرعت گسترش یافتند و از اسپانیا تا هند و بخش‌هایی از آسیای میانه گسترش یافتند. سوریه به عنوان مرکز خلافت، رونق اقتصادی بسیاری پیدا کرد. حاکمان اموی نخست مانند عبدالملک بن مروان و ولید بن عبدالملک، چندین کاخ و مسجد پر زرق و برق در سراسر سوریه به ویژه در دمشق، حلب و حمص ساختند.
مسیحیان این سرزمین (مشخصا آرامی‌ها و آشوری‌ها شمال شرق) در این دوره به خوبی در کنار مسلمان‌ها زندگی می‌کردند و حتی پست‌های دولتی می‌گرفتند. در اواسط قرن ۸ میلادی، مبارزات دودمان‌ها، شورش‌های منطقه‌ای و اختلافات مذهبی باعث شد، خلافت از بین برود و خلافت اموی، جای خود را به خلافت عباسی داد. آن‌ها در سال ۷۵۰ میلادی، پایتخت خلافت را به بغداد بردند. سوریه مدت زمانی به دست طولونی‌ها (۸۸۷–۹۰۵ میلادی) و آل اخشید (۹۴۱–۹۶۹ میلادی) از مصر اداره می‌شد و پس از یک دوره هرج و مرج، شمال سوریه به کنترل حمدانی‌ها حلب درآمد.
دربار علی سیف الدوله (۹۴۴–۹۶۷ میلادی) یک مرکز بزرگ فرهنگی بود که ادبیات عربی در آن رشد بسیاری کرد. او تلاش‌های بیزانس برای پس گرفتن سوریه را با تاکتیک‌های ماهرانه دفاعی و ضد حمله به آناتولی پاسخ داد و توانست سوریه را حفظ کند. پس از مرگ او، بیزانس توانست انطاکیه و حلب را در سال ۹۶۹ میلادی، تصرف کند. در پی این رویداد، سوریه آوردگاه نبرد بین حمدانی‌ها، بیزانسی‌ها و فاطمی‌ها شد. بیزانس در سال ۹۹۶ میلادی، تمام سوریه را فتح کرد، اما اختلاف میان بیزانسی‌ها، فاطمی‌ها و آل بویه بغداد همچنان تا میانه سده یازدهم میلادی، ادامه یافت تا این که سلجوقی‌ها (۱۰۸۴–۱۰۸۶ میلادی) سوریه را تصرف کردند. پس از یک قرن حکومت سلجوقی، صلاح‌الدین ایوبی، بنیان‌گذار ایوبی‌ها، سوریه را فتح نمود (۱۱۷۵–۱۱۸۵ میلادی).

### دولت‌های صلیبی
بخش‌هایی از سوریه در سده‌های ۱۰، ۱۱ و ۱۲ میلادی، تحت کنترل جنگ‌جویان صلیبی قرار گرفت: شهرهایی مانند، ادسا (۱۰۹۸–۱۱۴۹ میلادی)، انطاکیه (۱۰۹۸–۱۲۶۸ میلادی) و طرابلس (۱۱۰۹–۱۲۸۹ میلادی). هم‌زمان، حشاشین اسماعیلیه نیز حضوری محدود در سوریه داشتند.

### حمله مغول‌ها
در سال ۱۲۶۰ میلادی مغول‌ها تمام سوریه را درنوردیدند. خروج ارتش مغول باعث شد مملوکان مصر برای حمله به سوریه و تسخیر آن آماده شوند. بیبرس رهبر مملوکان علاوه بر ساخت قلعه سلطانی در قاهره، دمشق را به یک شهر مهم تبدیل کرد و با استفاده از اسب و کبوتر نظام مراسلاتی‌ای تنظیم کرد، که این شهر را به شهرهای دیگر مرتبط می‌نمود. مملوکان آخرین بازمانده‌های جنگ‌جویان صلیبی را در سوریه از بین بردند و چندین حمله از موج اول حملات مغول‌ها را دفع کردند.
اما در سال ۱۴۰۰ میلادی موج دوم تهاجمات اقوام ترک و مغول آغاز شد و آن‌ها، به رهبری تیمور لنگ به سوریه حمله کردند، ارتش مملوک در حلب شکست خورد و دمشق سقوط کرد. تمام ساکنان شهر به جز صنعتگران قتل‌عام شدند و صنعتگران به سمرقند تبعید شدند. در این زمان جمعیت مسیحی سوریه آزار و اذیت بسیاری دید. دو سده بعد، کشف مسیر دریایی اروپا به شرق دور باعث شد بازرگانان نیازی به مسیر تجاری زمینی که از سوریه می‌گذشت، نداشته باشند. در سال ۱۵۱۶ میلادی، امپراتوری عثمانی سوریه را فتح کرد.

## سوریه عثمانی
سلطان سلیم عثمانی بخش اعظم سوریه را در سال ۱۵۱۶ میلادی با شکست دادن مملوکان در نبرد مرج دابق در نزدیکی حلب فتح کرد. سوریه بین سال‌های ۱۵۱۶–۱۹۱۸ میلادی، بخشی از امپراتوری عثمانی بود، اگر چه دو بار صفویان، در زمان شاه اسماعیل یکم و شاه عباس یکم موفق شدند سوریه را تسخیر کنند. تحمل حکومت عثمانی برای مردم سوریه چندان فاجعه بار نبود، چون ترک‌های مسلمان، زبان عربی را زبان قرآن دانسته و به آن احترام می‌گذاشتند و صنف روحانی، آن‌ها فارغ جریان استعمار پذیرفته شده بود. دمشق اصلی‌ترین محل عزیمت مسلمان‌ها، به مکه شد و به جهت اعتقاد مسلمان‌ها و به برکت زائران بی‌شمار، حج در این شهر وجههٔ مقدسی برای خود بدست آورد.
ترکان عثمانی، سوریه را یک ایالت بزرگ تبدیل کرده بود، که چند بخش اصلی یا «سنجاق» داشت. در ۱۵۴۹ میلادی، سوریه به دو ایالت دمشق و حلب تقسیم شد. در ۱۵۷۹میلادی، ایالت طرابلس شامل لاذقیه، حماة و حمص تأسیس شد. در سال ۱۵۸۶ میلادی، ایالت رقه در شرق سوریه تأسیس شد. در حکومت عثمانی بخش‌های مختلف جامعه سوریه چهارصد سال همزیستی مسالمت آمیزی داشتند و اقلیت‌های مذهبی شیعه، ارتدکس یونانی، مارونی، ارمنی و یهودی شخصیت اجتماعی خود را حفظ می‌کردند و رهبران شان نقش‌هایی را در زندگی مدنی مردم خود انجام می‌دادند.
اصلاحات دولتی ترکان عثمانی موسوم به تنظیمات، در سال ۱۸۶۴ میلادی، چنین مقرر می‌کرد که هر ایالت در سراسر امپراتوری به ولایت‌هایی که کوچکتر بودند تقسیم شود و هر ولایت یک والی داشته باشد، که سلطان وی را تعیین می‌کرد اما شورایی از سکنه بومی منطقه نیز در اداره آن نقش داشتند. قلمرو سوریه بزرگ در اواخر حکومت عثمانی شامل سوریه امروزی، لبنان، اسرائیل، اردن، فلسطین، غزه و بخش‌هایی از ترکیه و عراق می‌شد.
در جنگ جهانی اول، دیپلمات فرانسوی فرانسوا ژرژ پیکو و دیپلمات انگلیسی مارک سایکس مخفیانه تصمیم گرفتند که پس از جنگ، امپراتوری عثمانی را به مناطقی که در توافق‌نامه سایکس–پیکو در سال ۱۹۱۶ میلادی، مشخص شده‌است تقسیم کنند. بر همین اساس در اکتبر ۱۹۱۸ میلادی، نیروهای عرب و انگلیسی به سوریه حمله کرده و دمشق و حلب را تسخیر کردند. بر اساس قرارداد سایکس پیکو، سوریه در سال ۱۹۲۰ میلادی، به اشغال کامل فرانسه درآمد.
در اوایل قرن ۲۰ پاکسازی قومی ترکان باعث شد ترکیب جمعیتی منطقه دچار تغییرات عمده‌ای شود. برخی قبایل چرکسی، کرد و چچنی با عثمانی‌ها دست به دست هم دادند و بین سال‌های ۱۹۱۴ و ۱۹۲۰ میلادی، از یک سو این گروه دست به قتل‌عام مسیحیان ارمنی و آشوری در بین‌النهرین علیا می‌زدند و ازسوی دیگر شبه نظامیان محلی عرب به غیرنظامیان مسیحی فراری و غیر مسلح شبیخون می‌زدند.
بسیاری از آشوری‌ها در جریان نسل‌کشی به سوریه فرار کردند و به‌طور عمده در منطقه جزیره مستقر شدند. در سال ۱۹۳۶ میلادی، فرانسوی‌ها منطقه عامودا را بمباران کردند و پانصد نیروی کرد از قبایل داکوری، میلان، و کیکی در ۱۳ آگوست سال بعد طی یک حمله انتقام جویانه دوباره به این شهر که عمدتاً مسیحی‌نشین شده بود حمله کرده و شهر را به آتش کشیدند. شهر ویران شد و حدود ۳۰۰ خانواده مسیحی به شهرهای قامشلی و حسکه فرار کردند. کردها در ادامه واکنش به بمباران فرانسوی‌ها، به روستاهای منطقه الباغ در شمال کوه حکاری نیز حمله کردند و به گزارش ستوان رونالد سمپیل استافورد، در اثر حمله‌هایی که در واکنش به بمباران فرانسوی‌ها رخ داد آشوری‌ها و ارمنی‌های بسیاری کشته شدند.
در سال ۱۹۴۱ میلادی، حمله‌ای به منطقه آشوری‌نشین مالکیه صورت گرفت که البته شکست خورد اما چنان باعث وحشت آشوری‌ها شد که منطقه را ترک کردند و مهاجرت عظیم کردها از ترکیه به این منطقه باعث شد اکثریت کرد در منطقه عامودا، مالکیه و درباشیه حاکم شود. توافقنامه آنکارا در اکتبر ۱۹۲۱ میلادی، بین فرانسه و ترکیه نیز فاجعه‌ای به همین ابعاد را بر شهر نصیبین تحمیل کرد، که اهمیت تاریخی بسیاری برای مسیحیان دارد، اما بر اساس قرارداد آنکارا، این شهر به ترکیه ضمیمه شد. به همین دلیل جمعیت مسیحی مجبور شدند شهر خودرا ترک کنند و وارد شهر قامشلی در خاک سوریه شوند که با خط راه‌آهن از شهر نصیبین جدا می‌شود. نصیبین به شهری کردنشین تبدیل شد و قامشلی به یک شهرستان مسیحی سریانی زبان؛ ولی با شکست شورش سعید علی نقشبندی در برابر دولت ترکیه همه چیز به زودی تغییر کرد و کردهای بسیاری از آغاز سال ۱۹۲۶ میلادی، به این منطقه مهاجرت کردند. در طول دهه ۱۹۲۰ میلادی، کردهای بسیاری از خانه‌های خود در ترکیه گریختند، در شمال شرقی سوریه ساکن شدند. فرانسه به آن‌ها امتیاز شهروندی سوریه را اعطا نمود.

## دوران معاصر
سوریه در سال ۱۷۹۹ میلادی با فتح مصر توسط ناپلئون بناپارت به اشغال فرانسه درآمد. با استقلال نسبی مصر، سوریه نیز دوباره به عثمانی واگذار گردید. آزار مسیحیان و سرکوب شورش‌های آنان، راه مداخله بیش از پیش دولت‌های اروپایی را به این کشور باز کرد. سرانجام در سال ۱۸۶۰ میلادی، فرانسه به‌عنوان کمک به سلطان عثمانی در اداره سوریه، نیروهای نظامی خود را در بیروت (در آن زمان جزو سوریه بود) پیاده کرد. با ورود دولت عثمانی به جنگ جهانی اول در سال ۱۹۱۴ میلادی، ملی‌گرایان عرب، زمینه را برای اجرای اهداف استقلال‌طلبانه خود مساعد دیده و شروع به فعالیت کردند. در همین زمان نیز زمینه برای ایجاد یک دولت یهودی در سرزمین فلسطین آغاز شده بود. در پایان جنگ جهانی اول و شکست عثمانی، امیر فیصل بن حسین (که بعدها پادشاه عراق شد) از سوی کنگره مردم سوریه به پادشاهی این کشور انتخاب گردید. در سال ۱۹۱۸ میلادی، حکومت وی، با موقعیت و مرکزیت سیاسی دمشق تثبیت گردید. در سال ۱۹۲۰ میلادی، نیروهای فرانسه و متفقین، این کشور را به تصرف خود درآوردند و سوریه و لبنان با رأی جامعه ملل، تحت قیمومیت فرانسه قرار گرفتند. در سال ۱۹۲۶ میلادی، لبنان از سوریه تجزیه و کشوری جداگانه شد. پس از مذاکرات طولانی در سال‌های ۱۹۳۰ و ۱۹۳۲ میلادی، توافق‌هایی برای تأسیس سوریه خودمختار به‌عمل آمد. با سقوط فرانسه به دست آلمان در جنگ جهانی دوم سوریه تحت قیمومیت دولت فرانسه ویشی درآمد. در سال ۱۹۴۱میلادی، نیروهای انگلستان و فرانسه آزاد، سوریه را اشغال کردند. در همین سال سوریه استقلال خود را اعلام کرد و ژنرال کاترو، فرمانده نیروهای فرانسه آزاد استقلال و سپس تأسیس جمهوری سوریه را در شانزدهم سپتامبر ۱۹۴۱میلادی اعلام کرد و تاج‌الدین الحسنی رئیس‌جمهور این کشور شد. با این وجود استقلال سوریه تا سال ۱۹۴۴ میلادی، عملاً محقق نشد.
در سال ۱۹۶۷ میلادی، پس از جنگ با اسرائیل، بخشی از خاک سوریه که استان قنیطره نام دارد به تصرف اسرائیل درآمد.
در سال ۱۹۷۰ میلادی، ارتشبد حافظ اسد با کودتایی قدرت را به دست گرفت و به ریاست جمهوری سوریه انتخاب شد.
در سال ۱۹۷۳ میلادی، سوریه دوباره در جنگ اعراب و اسرائیل شرکت کرد و خسارات زیادی بر اسرائیل وارد آورد. در سال ۱۹۸۲ میلادی، سوریه به‌دنبال هجوم صهیونیست‌ها به جنوب آن تا حدی درگیر نبرد لبنان بود.

### رویدادهای سال ۲۰۰۰، تاکنون
حافظ اسد از سال‌ها پیش از مرگ خود، پسر بزرگش، باسل اسد را برای جانشینی، آموزش داده بود، اما یک سانحه رانندگی مشکوک در سال ۱۹۹۴ میلادی، جان او را گرفت و پسر دوم خانواده اسد، بشار اسد که تا آن زمان علاقه چندانی به سیاست نشان نمی، داد و در لندن در حال تحصیلات پزشکی با تخصص چشم‌پزشکی بود، به صحنه سیاست کشانده شد.
در سال ۲۰۰۰ میلادی، بشار اسد به عنوان تنها کاندیدای ریاست جمهوری سوریه به جانشینی پدرش حافظ اسد انتخاب شد. وی در این انتخابات ۹۹٫۷۴ درصد آرا را به دست آورد. بشار اسد در انتخابات ریاست‌جمهوری سوریه در سال ۲۰۰۷ میلادی، هفت سال دیگر برای ریاست جمهوری سوریه انتخاب شد. وی در آن سال در همه‌پرسی، ۱۱ میلیون رای مثبت آورد و فقط حدود ۲۰ هزار نفر با ادامه ریاست جمهوری وی مخالفت کردند.
در سال ۲۰۱۱ میلادی، با بالا گرفتن بهار عربی، تظاهراتی نیز در شهرهای مختلف سوریه نظیر حماة، جبله، دمشق، لاذقیه، درعا و حمص به وقوع پیوست که با سرکوب ارتش سوریه مواجه شد. اتحادیه عرب پس از جنگ داخلی سوریه در سال ۲۰۱۱، عضویت سوریه در اتحادیه عرب به حالت تعلیق درآورد.
در سال ۲۰۱۴ میلادی، بشار اسد برای شرکت در انتخابات ریاست‌جمهوری سوریه، ثبت نام کرد و در ۱۴ اردیبهشت ۱۳۹۳ صلاحیت وی و دو نفر دیگر، بنام‌های، ماهر عبدالحفیظ حجار و حسان عبدالله نوری تأیید شد. بشار اسد نهایتاً با کسب ۹۲٫۲ درصد آرا مجدداً برای سومین دوره هفت ساله رئیس‌جمهور سوریه شد.
در سال ۲۰۲۱ میلادی، بشار اسد برای شرکت در انتخابات ریاست‌جمهوری سوریه، ثبت نام کرد. در ۳ مه ۲۰۲۱، رئیس دادگاه عالی قانون اساسی سوریه، محمد جهاداللهام اعلام کرد که دادگاه در اعلامیه اولیه خود تصمیم به پذیرش نامزدهای: عبدالله سلوم عبدالله، بشار اسد و محمود احمد مرعی گرفت و بقیه درخواست‌های کاندیداتوری ارسال شده را رد کرد زیرا آن‌ها شرایط قانونی را برآورده نمی‌کردند. بشار اسد نهایتاً با کسب ۹۵٫۱۹ درصد آرا مجدداً برای چهارمین دوره هفت ساله رئیس‌جمهور سوریه شد.